# Équipe cycliste China Huajian
L'équipe cycliste China Huajian est une équipe cycliste chinoise, qui n'a existé que durant la saison 2021 avec un statut d'équipe continentale.

## China Huajian Cycling Team en 2021[1]
| Cycliste     | Date de naissance | Nationalité | Équipe 2020               |  |
| ------------ | ----------------- | ----------- | ------------------------- |  |
| Bai Huilong  | 24 mai 2001       | Chine       |                           |  |
| Li Jin       | 18 janvier 1998   | Chine       |                           |  |
| Li Yangyu    | 7 janvier 2002    | Chine       |                           |  |
| Tian Yu      | 18 mai 2000       | Chine       |                           |  |
| Wang Biao    | 12 août 1999      | Chine       | SSOIS Miogee Cycling Team |  |
| Wang Bochao  | 27 août 2000      | Chine       | SSOIS Miogee Cycling Team |  |
| Wang Qiang   | 10 février 1999   | Chine       |                           |  |
| Yao Chengwei | 29 juillet 1996   | Chine       | SSOIS Miogee Cycling Team |  |
| Zhang Jian   | 28 août 2000      | Chine       |                           |  |
| Zhang Xinyu  | 6 novembre 2000   | Chine       |                           |  |
| Zhi Rendong  | 21 septembre 1995 | Chine       | SSOIS Miogee Cycling Team |  |